# 앤드루 존슨 탄핵 연표

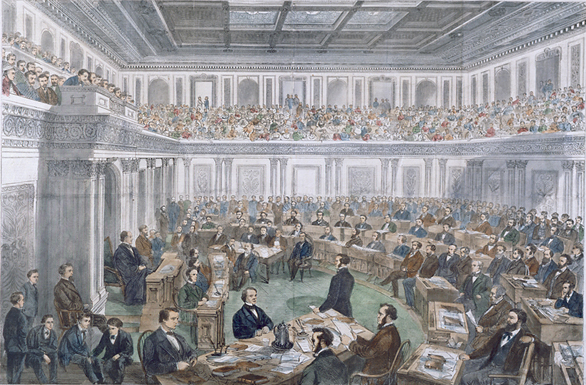
미국 상원이 탄핵 재판 동안 탄핵 법원으로 소집된 삽화

앤드루 존슨은 임기보장법을 무시하고 에드윈 M. 스탠턴을 전쟁부 장관에서 해임하려고 시도한 후, 1868년 2월 24일 미국 하원에 의해 탄핵된 최초의 미국 대통령이 되었다.
존슨이 1868년 2월 21일에 스탠턴을 해임하려고 시도하기 전에도, 공화당 급진파는 이미 존슨을 탄핵하려는 적극적인 움직임을 보였지만, 이는 공화당의 온건파 내부의 많은 이들의 저항에 부딪혔다. 공화당 급진파는 존슨이 재건 계획을 방해하려는 시도에 좌절했다. 당시 공화당은 미국 의회의 양원에서 큰 다수를 차지하고 있었다. 존슨을 탄핵하려는 초기 움직임으로 두 차례의 탄핵 탐구가 시작되었다. 제1차 탄핵 조사가 종료된 후(이 조사에서 미국 하원 사법위원회는 존슨의 탄핵을 권고했다), 1867년 12월 7일 하원은 존슨의 탄핵에 대해 광범위하게 반대하는 투표를 했다. 제2차 탄핵 조사는 1868년 1월에 시작되었다. 그러나 존슨이 2월에 스탠턴을 해임하려 시도하기 직전까지만 해도 탄핵의 가능성은 사장된 문제로 보였다.
1868년 2월 24일 존슨을 탄핵하는 결의안이 통과된 후, 3월 초 하원에 의해 11개 조항의 탄핵 조항이 채택되었다. 미국 상원에서 탄핵 재판이 열렸으며, 존슨은 세 가지 조항에서 무죄를 선고받았고, 재판은 남은 탄핵 조항에 대한 투표 없이 무기한 연기되었다. 투표된 세 가지 조항 모두 동일한 무죄 판결이 나왔으며, 상원은 존슨을 유죄로 선고하는 데 필요한 3분의 2 지지에 단 한 표가 부족했다.

## 초기 전개 및 존슨 탄핵 노력

### 1866년
- 1865년 4월 15일: 에이브러햄 링컨 암살 사건 이후 앤드루 존슨이 대통령이 되었다.[3]
- 1866년 8월 27일–9월 15일: 존슨 대통령은 스윙 어라운드 더 서클에 착수하여,[4] 나중에 탄핵의 10번째 조항의 기초가 될 연설을 했다.[5][6]
- 1866년 10월: 조지 S. 바우트웰 (매사추세츠주 공화당) 하원의원이 탄핵 탐구 개시를 위해 미국 하원에 로비할 것이라고 발표했다.[7]
- 1866년 12월: 제39차 미국 의회의 레임덕 제3회기를 계획하기 위한 하원 공화당 간부회 회의 중, 조지 S. 바우트웰 (펜실베이니아주 공화당)이 탄핵 아이디어를 제기했지만, 당의 온건파는 이를 즉시 중단시켰다.[1]
- 1866년 12월 17일: 제임스 미첼 애슐리 (오하이오주 공화당) 하원의원이 하원 탄핵 조사를 시작하려고 시도했지만, 그의 결의안 심의를 위한 규칙 중단 동의는 88대 49로 부결되어 규칙 중단에 필요한 3분의 2 다수에 미치지 못했다.[1][8]
- 1866년 12월: 존슨의 탄핵 시도를 더 이상 방해하기 위해, 하원 공화당 간부회를 이끌던 온건파는 당 간부회에서 탄핵 관련 조치가 하원에서 고려되기 전에 하원 공화당 다수와 하원 사법위원회 위원 다수의 승인을 먼저 받아야 한다는 규칙을 통과시켰다.[1][9]

### 1867년
- 1867년 1월 7일: 제임스 미첼 애슐리 (오하이오주 공화당) 하원의원은 하원 공화당 간부회의 규칙을 무시하고 간부회의 사전 승인 없이 탄핵 관련 결의안을 하원에 제출한 세 명의 하원 공화당원 중 한 명이었다. 애슐리의 결의안은 하원 사법위원회가 탄핵 조사를 수행하도록 지시하는 내용이었으며, 하원에서 108대 39로 통과되었다. 이는 앤드루 존슨에 대한 첫 번째 탄핵 조사를 시작했다.[1][10]
- 1867년 2월 6일: 하원 사법위원회는 탄핵 조사의 첫 번째 (비공개) 청문회를 열어 라파예트 C. 베이커의 증언을 들었다.[11]
- 1867년 3월 2일:
  - 하원과 상원은 임기보장법을 제정하기로 투표하여 존슨 대통령이 그날 일찍 발행한 거부권을 무효화했다. 이 법은 상원의 조언과 동의를 받아 임명된 행정관을 대통령이 의회의 다음 정기 회기 동안 상원이 해임을 승인하는 투표를 하지 않는 한 해임할 수 없도록 설계되었다. 이 법을 위반했다는 주장이 나중에 존슨 탄핵의 쟁점이 될 것이었다.[12][13]
  - 제39차 미국 의회 종료 이틀을 앞두고, 제임스 F. 윌슨 (아이오와주 공화당) 하원의원이 하원 사법위원회로부터 탄핵 문제가 다음 의회에서 추가 검토를 받아야 한다고 권고하는 보고서를 하원에 제출했다. 위원회는 제39차 의회에서 조사를 완료할 시간이 부족했기 때문이었다.[14][15]
- 1867년 3월 4일:
  - 육군 지휘법에 대해 공식적으로 문제를 제기하며 위헌이라고 주장했음에도 불구하고, 존슨 대통령은 해당 법을 포함한 세출 법안에 서명했다.[16][17][18] 이 법의 위반 주장은 나중에 존슨 탄핵에서 채택된 9번째 탄핵 조항의 주제가 될 것이었다.[19]
  - 제40차 미국 의회가 시작되었으며,[20] 미국 의회의 양원에서 공화당의 절대 다수를 특징으로 했다.[2]
- 1867년 3월 7일: 제40대 의회 셋째 날, 하원은 존슨에 대한 첫 번째 탄핵 조사를 재개하기로 투표하여, 하원 사법위원회가 이전 의회에서 시작한 조사를 계속하도록 맡겼다.[14][21][22][23]
- 1867년 3월: 하원 사법위원회의 탄핵 조사의 더딘 진행에 불만을 품은 공화당 급진파는 즉각적인 탄핵을 위한 공화당 간부회의 승인을 얻으려 시도했지만 실패했다.[9]
- 1867년 6월 3일: 하원 사법위원회는 탄핵 결의안을 전체 하원에 보내는 것에 대해 5대 4로 반대 투표를 했으며, 세 명의 온건 공화당원이 위원회의 두 민주당원과 함께 반대 투표를 했다.[1][24] 그러나 위원회는 존슨에 대한 견책을 지지하는 투표를 했다.[25]
- 1867년 7월 10일: 제임스 F. 윌슨 (아이오와주 공화당) 하원의원이 하원 사법위원회를 대표하여 구두로 하원에 보고했다. 위원회의 지시에 따라 위원회는 10월 16일 또는 그 이후에 탄핵 조사 보고서를 제출할 준비가 되어 있을 것으로 예상했다. 그는 또한 현재 위원회 위원 다섯 명은 탄핵을 정당화할 만한 중대한 범죄나 위법 행위가 발생하지 않았다고 믿고 있으며, 나머지 네 명은 발생했다고 믿고 있다고 하원에 알렸다.[21]
- 1867년 7월 17일: 하원은 하원 사법위원회가 조사 과정의 일환으로 존슨이 링컨 암살 공모자 존 수랏의 변호인의 요청에 따라 남부 연합의 스티븐 F. 캐머런에게 완전한 사면을 주었다는 새로운 혐의를 조사하도록 지시하는 결의안을 통과시켰다.[21]
- 1867년 8월 12일: 의회 휴회 기간 동안, 존슨 대통령은 전쟁부 장관 에드윈 스탠턴을 정직시키고 율리시스 S. 그랜트를 임시 전쟁부 장관으로 임명했다.[26] 임기보장법은 상원이 재소집될 때 스탠턴 해임 승인 또는 철회 여부를 투표할 수 있도록 규정하고 있다.[27]
- 1867년 11월 25일:
  - 하원 사법위원회는 아직 의회에 조사 결과를 보고하지 않았음에도 불구하고, 5대 4로 탄핵 절차를 권고하고, 탄핵 결의안을 의회에 보내며, 보고서를 하원에 제출하기로 투표했다. 1867년 6월 3일 위원회의 투표와 달라진 점은 온건 공화당원인 존 C. 처칠 (뉴욕주 공화당)이 이전에 탄핵에 대한 반대 입장을 철회했기 때문이었다.[24][26]
  - 하원 사법위원회의 탄핵 결의안, 다수 및 소수 보고서, 그리고 증언이 하원에 보고되었다.[28][29]
- 1858년 12월 5일: 하원은 탄핵 결의안에 대해 논의했으며, 찬반 주장이 제시되었다. 조지 S. 바우트웰은 하원 사법위원회 다수파의 탄핵 지지 논거를 제시했고, 제임스 F. 윌슨은 소수파의 탄핵 반대 논거를 제시했다.[30][31]

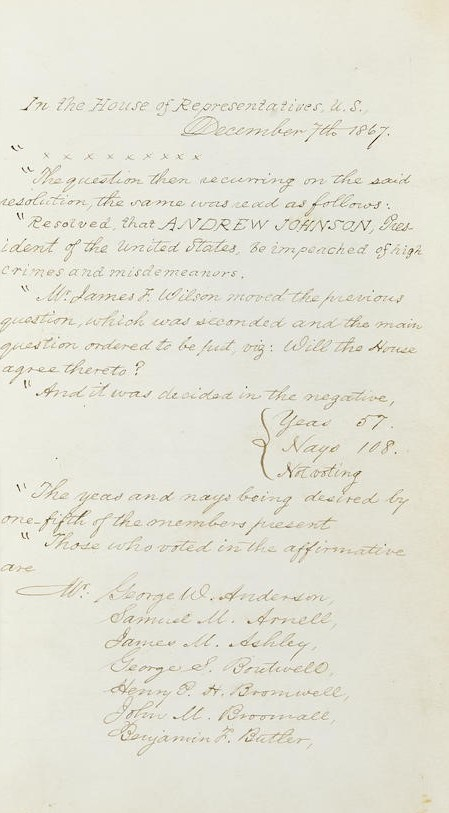
1867년 12월 7일 하원이 탄핵에 반대하는 투표를 기록한 사진

- 1868년 12월 7일: 탄핵 결의안은 하원에서 57대 108로 부결되었다 (이는 탄핵 찬성보다 반대표가 더 많았다).[28][30][32]
- 1867년 12월 9일: 탄핵 결의안 부결에 분노한 공화당 급진파는 새디어스 스티븐스 (펜실베이니아주 공화당) 의원의 자택에 모여 공화당과는 별개로 급진파를 위한 별도의 의회 조직을 만들 가능성에 대해 논의했다.[33]
- 1867년 12월 13일: 하원의원들은 연방 상태에 대한 전원위원회에서 자유로운 토론을 할 수 있었고, 여러 의원들이 실패한 탄핵 결의안에 대해 길게 논의했다.[21]

### 1868년
- 1868년 1월 13일:
  - 상원은 임기보장법의 조항에 따라, 의회 휴회 기간 동안 대통령이 상원 인준을 받은 공무원을 해임할 수 있는 거부권을 행사하여 에드윈 스탠턴 (존슨이 1867년 8월 12일 전쟁부 장관으로 정직시켰던)을 복직시키기로 압도적으로 투표했다.[34]
  - 상원은 조지 F. 에드먼즈 (버몬트주 공화당) 상원의원의 결의안에 동의하여 상원 사법위원회에 (법률 통과 또는 상원 규칙 변경, 또는 둘 다를 통해) 탄핵 대상 연방 공무원이 재판 계류 중 직위에서 상원에 의해 정직될 수 있는 절차를 규정하는 규칙 및 규정을 제공하는 것의 타당성을 조사하도록 지시했다.[35]
- 1868년 1월 22일: 하원은 루퍼스 P. 스팔딩 (오하이오주 공화당)이 제출한 결의안을 99대 31로 승인하여, 하원 재건 특별위원회가 존슨에 대한 두 번째 탄핵 조사를 시작하도록 했다.[21][36]
- 1868년 2월 10일: 하원은 이전 탄핵 조사의 모든 기록과 탄핵에 대한 추가 책임을 사법위원회에서 재건 특별위원회로 이관하는 결의안을 통과시켰다.[19]
- 1868년 2월 13일: 새디어스 스티븐스 (펜실베이니아주 공화당) 하원의원이 존슨을 탄핵하는 결의안을 하원 재건 위원회에 제출했다. 위원회는 이 문제를 유보하는 데 6대 3으로 투표했으며, 이는 탄핵 자체에 대한 대리 투표로 간주되어 위원회가 존슨의 탄핵을 지지하지 않음을 시사했다.[11][37] 잠시 탄핵 문제가 사장된 것처럼 보였다.[16][38]

## 탄핵 및 재판 전
- 1868년 2월 21일:
  - 존슨은 임기보장법을 명백히 무시하고 에드윈 스탠턴 전쟁부 장관을 로렌초 토머스 임시 전쟁부 장관으로 교체하려 시도했다. 이는 의회 공화당원들 사이에 격노를 일으켰다.[9][39]
  - 하원은 새디어스 스티븐스 (펜실베이니아주 공화당)가 제출한 결의안을 승인하여 첫 번째 탄핵 조사에서 얻은 탄핵 증거를 하원 재건 특별위원회로 이관하고, 특별위원회가 "언제든지 보고할 수 있는 권한"을 갖도록 했다.[21]
  - 존 코보드 (펜실베이니아주 공화당)는 존슨을 탄핵하는 결의안을 하원에 제출했으며, 조지 S. 바우트웰 (매사추세츠주 공화당)은 이를 하원 재건 특별위원회로 회부하도록 성공적으로 동의했다.[40][41][42][43]
- 1868년 2월 22일:
  - 하원 재건 특별위원회는 코보드의 탄핵 결의안 수정안을 당파별 7대 2로 승인했다 (모든 공화당 의원이 찬성했고, 모든 민주당 의원이 반대했다).[44][45]
  - 새디어스 스티븐스 (펜실베이니아주 공화당)는 하원 재건 특별위원회로부터 코보드의 탄핵 결의안 수정안과 존슨이 중대한 범죄 및 위법 행위로 탄핵되어야 한다고 주장하는 보고서를 제출했다. 결의안은 회의가 끝나기 전까지 길게 토론되었다.[6][21][46][47]

- 1868년 2월 24일:
  - 탄핵 결의안이 길게 토론되었다.[6][21]

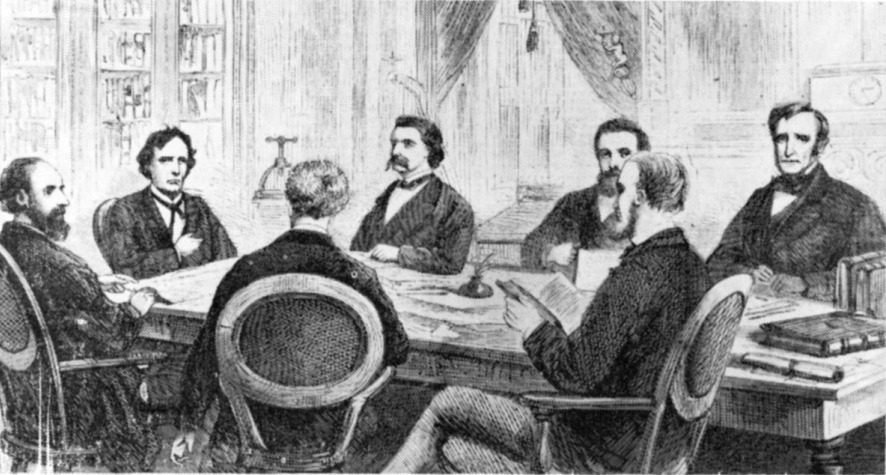
1868년 2월 24일에 탄핵 조항 초안 작성을 위해 소집된 7인 위원회의 회의 모습. 왼쪽부터 새디어스 스티븐스, 제임스 F. 윌슨, 해밀턴 워드 (뒤통수), 존 A. 로건, 조지 S. 바우트웰, 조지 워싱턴 줄리언, 그리고 존 빙엄

  - 탄핵 결의안이 126대 47로 채택되어 (의회 글로브 기록에 따름) 존슨을 탄핵했다.[48]
  - 하원은 새디어스 스티븐스 (펜실베이니아주 공화당)가 제출한 두 개의 결의안을 124대 42로 채택하여, 상원에 탄핵을 알릴 2인 위원회와 하원이 "적절한 시기에" 구체적인 탄핵 조항을 제시할 것이라는 내용, 그리고 탄핵 조항을 준비하고 보고할 7인 위원회를 구성했다.[49]

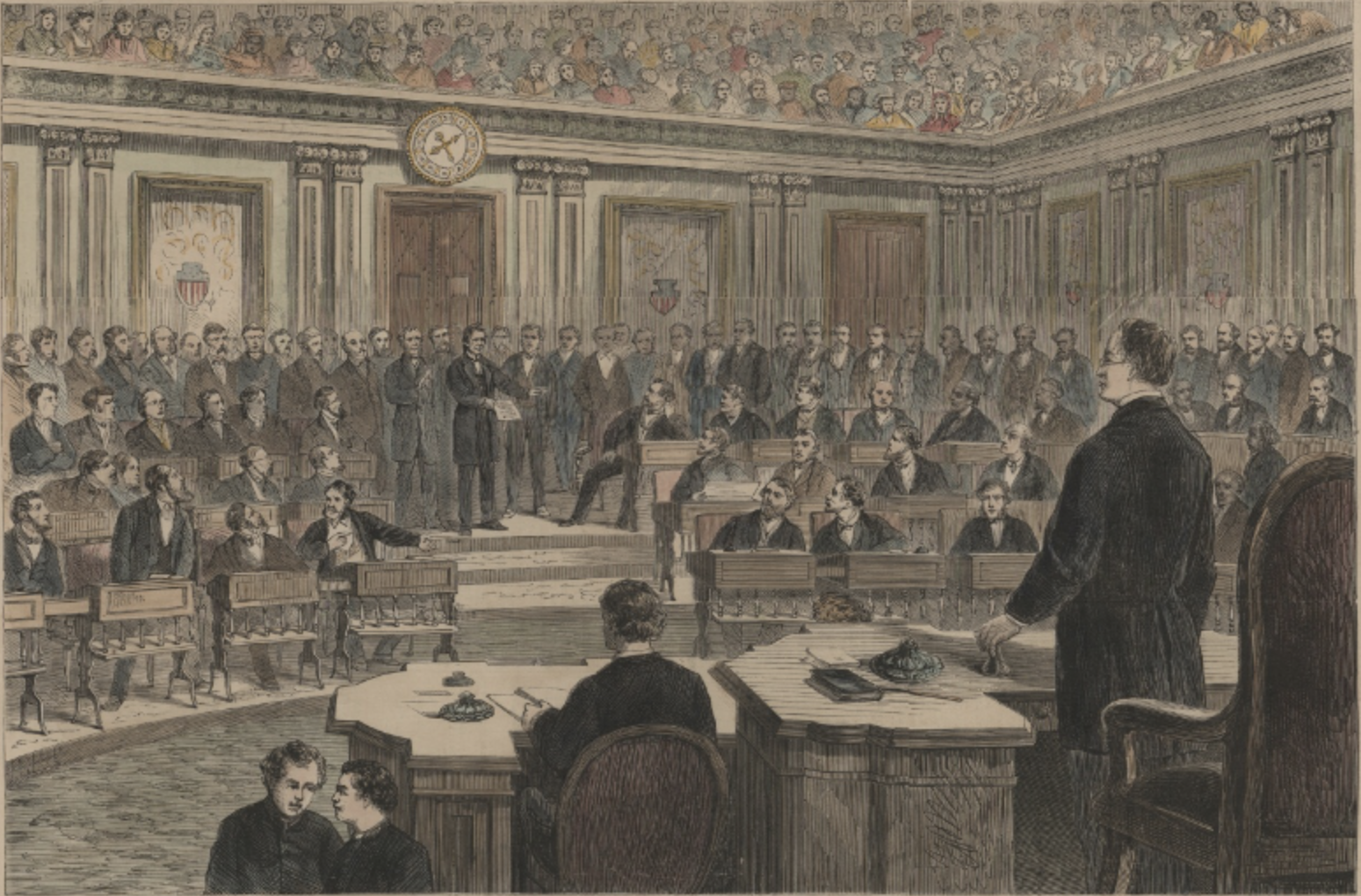
상원이 존 빙엄과 새디어스 스티븐스가 탄핵을 알리는 것을 듣는 모습 (1868년 2월 25일)

  - 스카일러 콜팩스 (인디애나주 공화당) 하원 의장은 상원에 존슨의 탄핵을 알릴 2인 위원회에 존 빙엄 (오하이오주 공화당)과 새디어스 스티븐스 (펜실베이니아주 공화당)를 임명했다.[19]
  - 스카일러 콜팩스 하원 의장은 탄핵 조항을 작성할 7인 위원회에 존 빙엄 (오하이오주 공화당), 조지 S. 바우트웰 (매사추세츠주 공화당), 새디어스 스티븐스 (펜실베이니아주 공화당), 조지 워싱턴 줄리언 (인디애나주 공화당), 제임스 F. 윌슨 (아이오와주 공화당), 존 A. 로건 (일리노이주 공화당), 해밀턴 워드 (뉴욕주 공화당)를 임명했다.[19]

- 1868년 2월 25일:
  - 존 빙엄 (오하이오주 공화당)과 새디어스 스티븐스 (펜실베이니아주 공화당)로 구성된 2인 하원 위원회가 상원에 탄핵과 하원의 탄핵 조항 작성 및 제출 의사를 알렸다. 스티븐스는 나중에 하원에 자신이 하원을 대표하여 상원에 출석했음을 알렸다.[50][51]
  - 상원은 대통령 탄핵 관련 하원 메시지 심의 및 보고 상원 특별위원회를 구성했으며, 이에 로스코 콩클링 (뉴욕주 공화당), 조지 F. 에드먼즈 (버몬트주 공화당), 제이콥 M. 하워드 (뉴햄프셔주 공화당), 레버디 존슨 (메릴랜드주 민주당), 올리버 P. 모턴 (인디애나주 공화당), 새뮤얼 C. 포메로이 (켄터키주 공화당), 라이먼 트럼불 (일리노이주 공화당)이 임명되었다.[52]
- 1868년 2월 26일: 제이콥 M. 하워드 (뉴햄프셔주 공화당) 상원의원은 대통령 탄핵 관련 하원 메시지 심의 및 보고 상원 특별위원회로부터 상원이 탄핵 조항을 받을 준비가 되었다고 선언하는 결의안을 상원에 보고했다. 결의안은 만장일치로 채택되었다.[52][53][54][55]
- 1868년 2월 28일: 제이콥 M. 하워드 (뉴햄프셔주 공화당)는 대통령 탄핵 관련 하원 메시지 심의 및 보고 상원 특별위원회로부터 특별위원회가 개발하도록 맡겨진 탄핵 재판을 위한 제안된 새로운 절차 규칙을 상원에 보고했다.[50][52][55]
- 1868년 2월 29일: 탄핵 조항을 작성하도록 임명된 7인 위원회를 대표하여 조지 S. 바우트웰 (매사추세츠주 공화당) 하원의원이 10개의 제안된 탄핵 조항을 하원에 제출했다.[50][52][55][11]

- 1868년 3월 1일:

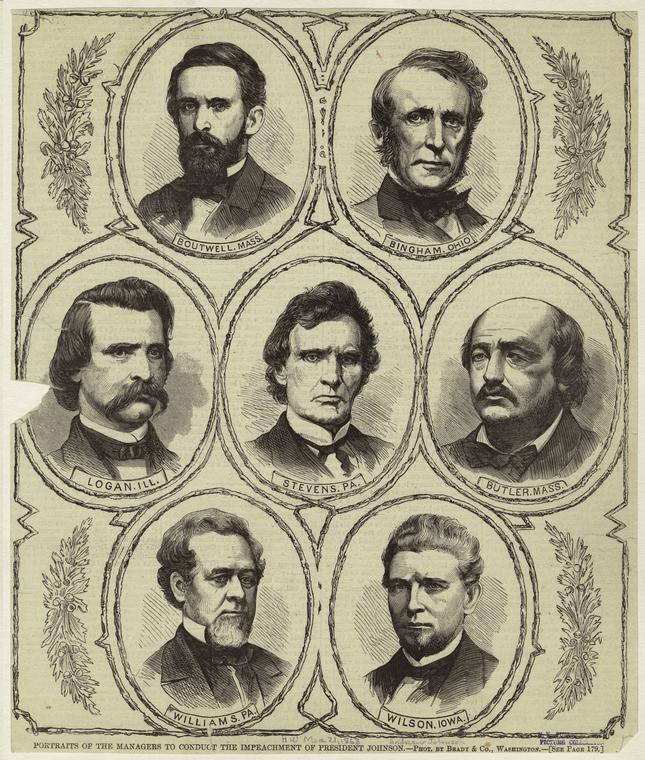
1868년 3월 1일 공화당 하원 간부회에서 선정되고 3월 2일 하원에서 공식 임명된 하원 탄핵 관리자들의 삽화 초상화

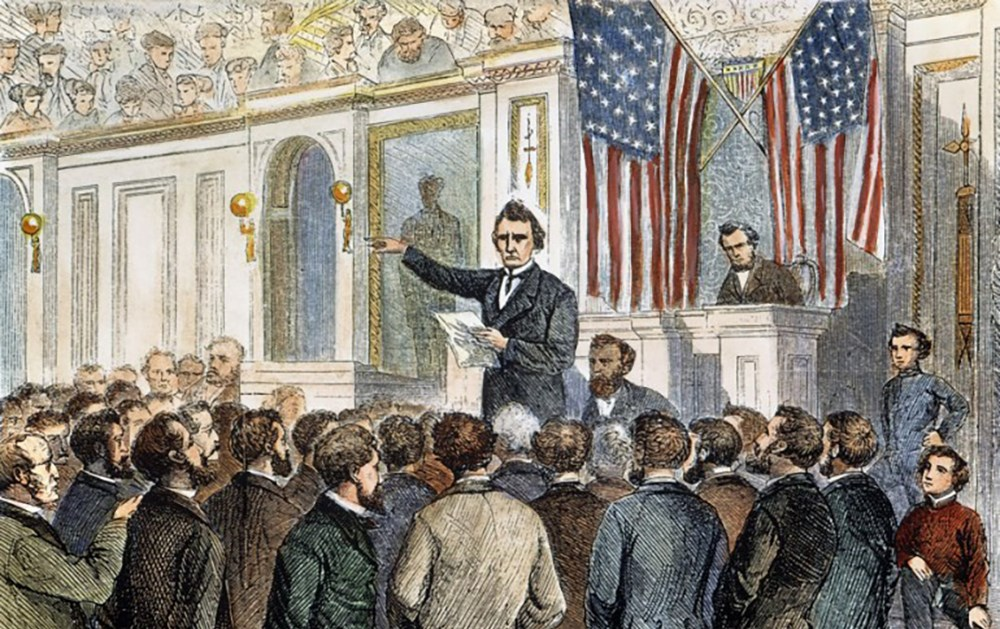
1868년 3월 2일 탄핵 조항 채택에 대한 토론 중 새디어스 스티븐스가 연설하는 모습

  - 하원은 제안된 탄핵 조항에 대한 첫 번째 토론을 진행했다.[11]
  - 하원 공화당 간부회는 탄핵 관리자 (다가올 탄핵 재판의 검사)로 봉사할 의원들을 선정하기 위해 투표를 진행했다. 투표에서 당선된 의원들은 존 빙엄 (오하이오주 공화당), 조지 S. 바우트웰 (매사추세츠주 공화당), 벤저민 프랭클린 버틀러 (매사추세츠주 공화당), 존 A. 로건 (일리노이주 공화당), 새디어스 스티븐스 (펜실베이니아주 공화당), 토머스 윌리엄스 (펜실베이니아주 공화당), 그리고 제임스 F. 윌슨 (아이오와주 공화당)이었다.[56]

- 1868년 3월 2일:
  - 하원은 제안된 탄핵 조항에 대한 계속된 토론을 진행했다.[11]
  - 하원이 제안된 탄핵 조항에 대한 토론을 마친 후, 탄핵 조항 작성을 맡은 위원회의 조지 S. 바우트웰 (매사추세츠주 공화당) 하원의원이 하원에 수정된 탄핵 조항을 제출했다. 조항의 수는 10개에서 9개로 줄어들었다.[11]
  - 벤저민 프랭클린 버틀러 (매사추세츠주 공화당) 하원의원이 자신이 직접 작성한 탄핵 조항을 독립적으로 하원에 제출했다. 하원은 이 조항을 부결시켰다.[19][11]
  - 더 이상의 토론 없이, 하원은 탄핵 조항을 작성하도록 임명된 7인 위원회가 제출한 9개의 탄핵 조항 각각을 개별적으로 승인하는 투표를 진행했다.[19]
  - 하원은 투표를 통해 존 빙엄, 조지 S. 바우트웰, 벤저민 프랭클린 버틀러, 존 A. 로건, 새디어스 스티븐스, 토머스 윌리엄스, 그리고 제임스 F. 윌슨을 탄핵 관리자로 선출했다.[21]
  - 상원은 대통령 탄핵 관련 하원 메시지 심의 및 보고 상원 특별위원회가 개발한 탄핵 재판을 위한 새로운 절차 규칙을 채택했다.[50][52]
- 1868년 3월 3일:
  - 탄핵 관리자들은 하원에 두 개의 추가 탄핵 조항을 제출했으며 (그중 하나는 전날 부결되었던 벤저민 프랭클린 버틀러의 조항이었다), 두 조항 모두 하원에 의해 승인되었다.[19]
  - 상원은 에드워드 맥퍼슨 (미국 하원 사무국장)이 전달한 메시지를 받았다. 이 메시지는 하원이 탄핵 관리자들을 임명했으며, 관리자들이 탄핵 조항을 상원에 가져와 상원에 제시하도록 지시받았음을 알렸다.[52]

- 1868년 3월 4일:

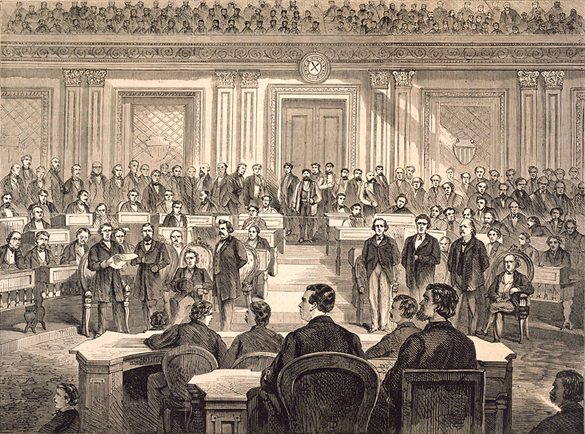
존 빙엄 하원의원이 상원에서 탄핵 조항을 낭독하는 모습 (1868년 3월 4일)

  - 오후 1시, 존 빙엄 하원의원이 상원에 출석하여 탄핵 조항을 제출했다.[50][57]
  - 상원은 다음 날 탄핵 법원으로 소집하기로 투표했다.[53]
  - 상원은 상원의원들이 배심원으로 착석하면 탄핵 관리자들을 영접할 것을 결의했다.[53]
  - 상원은 대법원장에게 통지를 보내고 의장으로서 참석을 요청하는 결의안을 채택했다.[53]

## 탄핵 재판
- 1868년 3월 5일:
  - 오후 1시, 상원은 탄핵 법원으로 소집되었다. 미국 대법원장 새먼 P. 체이스 (재판의 의장)는 연방 대법원 부대법관 새뮤얼 넬슨에 의해 선서를 받았다. 체이스는 알파벳 순서대로 모든 상원의원에게 개별적으로 배심원 선서를 집행하기 시작했지만, 토머스 A. 헨드릭스 (인디애나주 민주당)가 웨이드가 상원 임시의장으로서 다음 대통령 계승자라는 이유로 벤저민 웨이드 (오하이오주 공화당)의 공정성에 의문을 제기했다. 웨이드의 배심원 자격에 대한 논쟁이 이어졌다.[52][58][59]

- 1868년 3월 6일:
  - 탄핵 법정에서 벤저민 웨이드 (오하이오주 공화당)의 배심원 자격에 대한 토론이 이어지다가 토머스 A. 헨드릭스 (인디애나주 민주당)가 이의를 철회했다. 이후 남은 상원의원들은 체이스 대법원장에 의해 배심원으로 선서되었다.[52][60][61]
  - 상원은 탄핵 법원으로서, 탄핵 관리자들에게 현재 탄핵 법원으로 조직되었으며 그들을 맞이할 준비가 되어 있음을 통지하기로 투표했으며, 이후 탄핵 관리자들은 상원 앞에 나타나 대법원장의 초대를 받아 지정된 좌석에 착석했다.[52]
  - 상원은 탄핵 법원으로서, 채택된 규칙과 절차에 따라 존슨 대통령에게 3월 13일 오후 1시에 출두할 것을 요구하는 소환장을 발부하기로 명령을 채택했다.[52]
- 1868년 3월 7일:
  - 미국 상원 경위대장 조지 T. 브라운은 미국 국회의사당에서 백악관으로 이동하여 존슨에게 소환장을 전달했다.[50][62]
  - 체이스 대법원장이 존슨에게 자신의 소환장을 보냈다.[63]
- 1868년 3월 10일: 상원은 재판 입회권 티켓 배포를 설명하는 규칙을 채택했다.[50][53][57][64]
- 1868년 3월 12일: 헨리 스탠베리는 존슨의 변호팀에 전념하기 위해 법무부 장관직을 사임했다.[50][65]

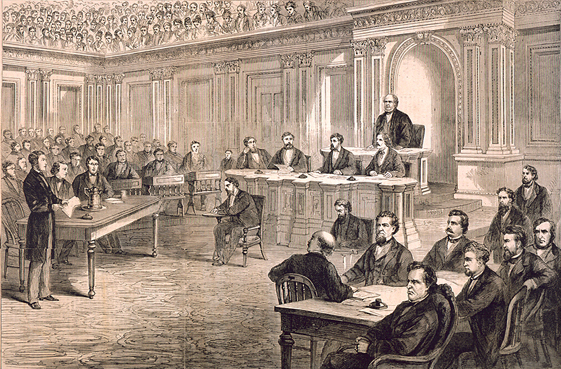
1868년 3월 13일 재판 진행 모습

- 1868년 3월 13일: 상원은 존슨이 소환에 응해야 하는 날짜에 다시 탄핵 법원으로 모였다. 존슨의 변호팀은 검찰이 더 긴 시간을 가졌다는 이유로 증거와 증인을 수집할 40일을 요청했지만, 단 10일만 허가받았다.[66][67]

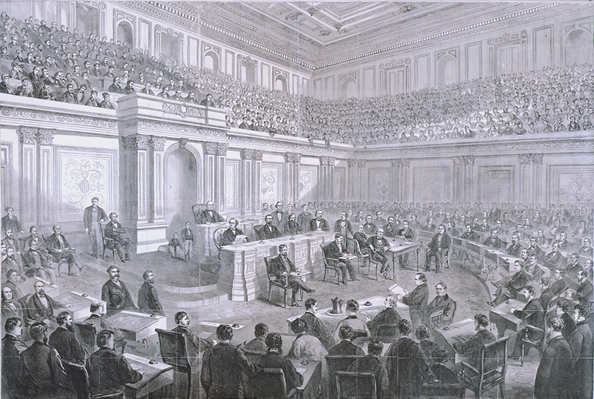
벤저민 로빈스 커티스, 대통령 변호인이 1868년 3월 23일 상원 회의실에서 연설하는 모습

- 1868년 3월 23일: 상원은 다시 탄핵 법원으로 모였다. 개릿 데이비스 (켄터키주 민주당) 상원의원은 (재건으로 인해) 모든 주가 상원에 대표되지 않았기 때문에 재판이 열릴 수 없으므로 연기되어야 한다고 주장했다. 이 동의는 부결되었다. 대통령에 대한 혐의가 제기된 후, 헨리 스탠베리는 증거를 수집하고 증인을 소환하기 위해 추가 30일을 요청하며, 이전에 부여된 10일은 대통령의 답변을 준비하는 데에만 충분했다고 말했다. 하원 관리자 존 A. 로건은 재판이 즉시 시작되어야 하며 스탠베리는 시간을 벌려고 할 뿐이라고 주장했다. 스탠베리의 요청은 41대 12로 거부되었다.[67]
- 1868년 3월 24일: 상원은 변호팀에게 증거를 준비할 6일을 추가로 부여하기로 투표했다.[67]

### 검찰 (하원 탄핵 관리자) 발표 (1868년 3월 30일 – 4월 9일)

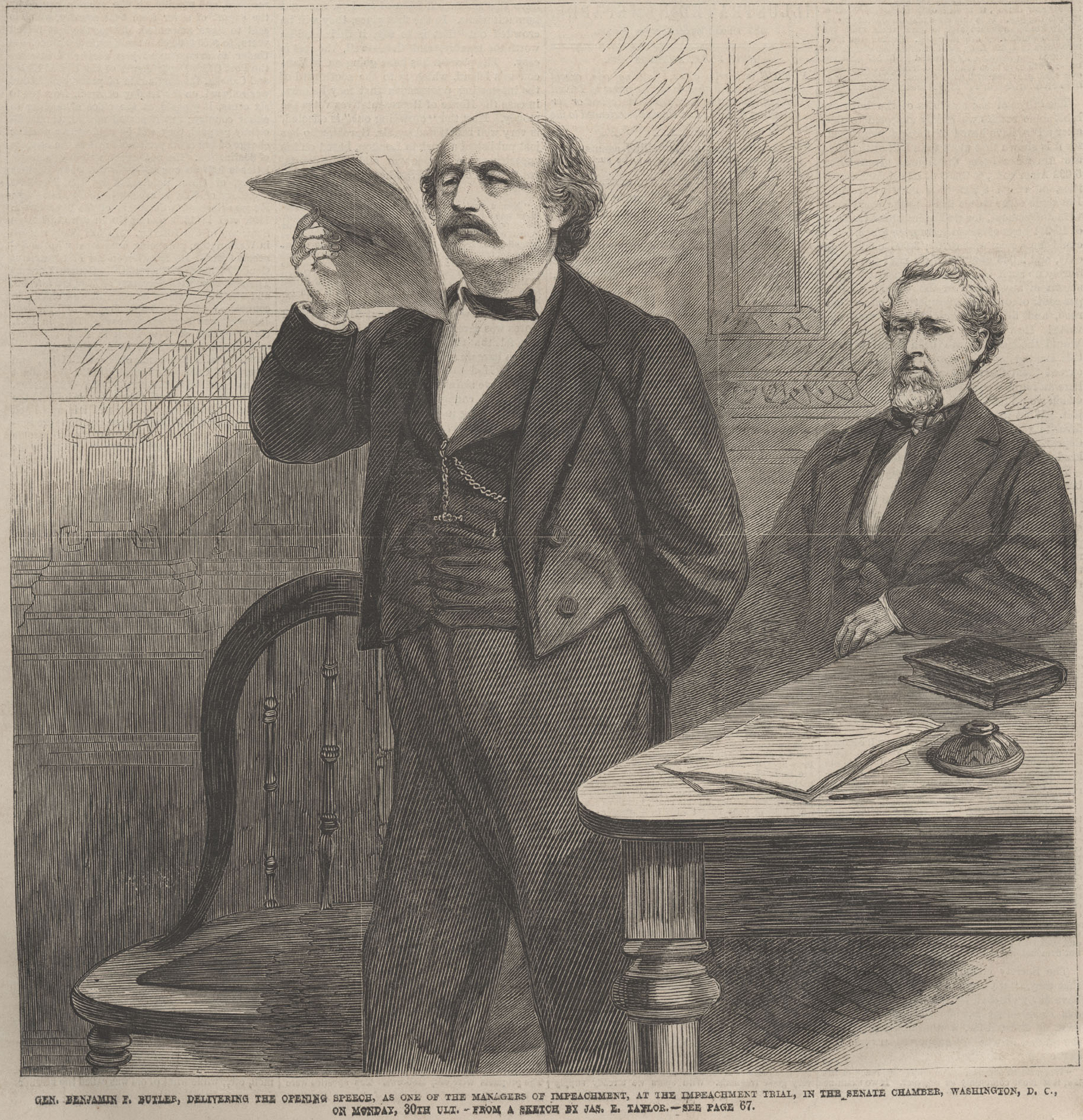
벤저민 프랭클린 버틀러 (왼쪽)가 검찰의 모두 발언을 하는 모습 (1868년 3월 30일)

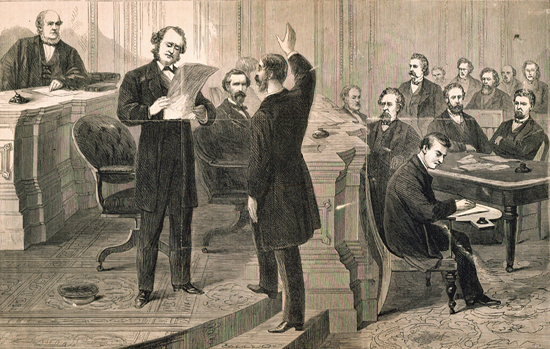
미국 상원 사무국장 존 와이스 포니가 증인 윌리엄 H. 에모리에게 선서를 집행하는 모습 (1868년 4월 2일)

- 3월 30일: 벤저민 프랭클린 버틀러가 모두 발언을 했다.[11][68]
- 3월 31일: 월터 A. 벌리, 찰스 E. 크리시, 버트 밴 혼, 존 W. 존스, 윌리엄 J. 맥도널드, 그리고 제임스 K. 무어헤드의 증언.[69]
- 4월 1일: 조지 W. 크래스너와 새뮤얼 윌키슨의 증언.[69]
- 4월 2일: 윌리엄 E. 챈들러, 윌리엄 H. 에모리, 토머스 W. 페리, 조지 W. 크래스너, 찰스 A. 팅커, 그리고 조지 W. 월리스의 증언.[69]
- 4월 3일: 제임스 O. 클레판, 윌리엄 N. 허드슨, 대니얼 C. 맥이웬, 윌리엄 G. 무어, 제임스 B. 셰리던, 찰스 A. 팅커, 프랜시스 H. 스미스, 그리고 에버렛 D. 스타크의 증언.[69]
- 4월 4일: 로버트 S. 츄, 찰스 E. 크리시, 조지프 A. 데어, 그리고 L. L. 월브리지의 증언.[69]
- 4월 9일: 포스터 블로젯과 M. H. 우드의 증언.[69]

### 변호팀 발표 (1868년 4월 9일 – 4월 20일)
- 4월 10일: 로렌초 토머스의 증언.[69]
- 4월 11일: 윌리엄 테쿰세 셔먼의 증언.[69]
- 4월 13일: 리턴 J. 미그스 2세와 윌리엄 테쿰세 셔먼의 증언.[69]
- 4월 15일: 윌리엄 G. 무어의 증언.[69]
- 4월 16일: 월터 스미스 콕스, 리처드 T. 메릭, 그리고 에드워드 O. 페린의 증언.[69]
- 4월 17일: 바턴 에이블, 윌리엄 W. 암스트롱, 조지 냅, 프레더릭 W. 시워드, 기드온 웰스, 그리고 헨리 F. 차이더의 증언.[69]
- 4월 18일: 알렉산더 랜들, 기드온 웰스, 그리고 에드거트 T. 웰스의 증언.[69]

### 재판 종료

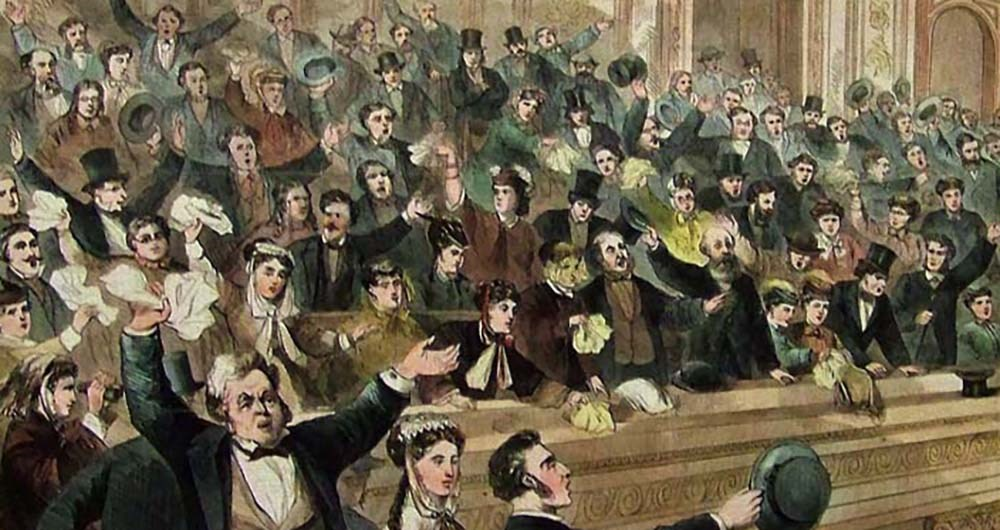
1868년 5월 6일 최종 변론 중 존 빙엄 탄핵 관리자의 연설이 끝날 때 상원 방청석의 관중들이 환호하는 모습

- 4월 22일–5월 6일: 최종 변론 (검찰이 6일 동안 먼저 연설하고, 변호팀이 5일 동안 나중에 연설).[70]

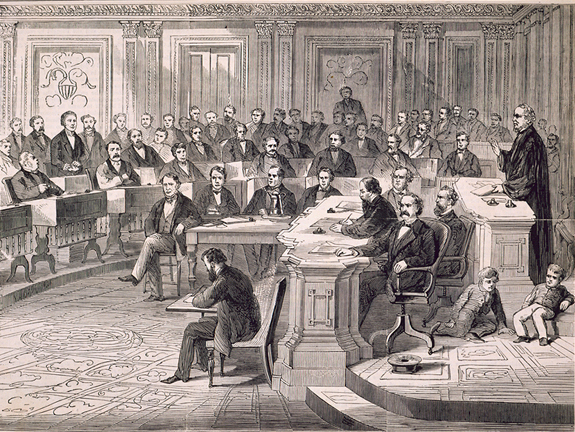
1868년 5월 16일 에드먼드 G. 로스 상원의원이 11번째 조항에 대한 무죄 투표를 하는 모습

- 1868년 5월 6일, 7일, 11일, 12일: 상원은 탄핵 법원으로 비공개 심의를 진행했다.[69]

- 1868년 5월 16일:
  - 상원은 탄핵 법원으로 11번째 탄핵 조항에 대해 무죄를 선고하는 투표를 했으며, 32대 21의 유죄 평결 투표는 유죄 선고에 필요한 3분의 2 다수에 한 표 부족했다.[71]
  - 상원은 5월 26일까지 재판을 중단하기로 투표했다.[71][69]
  - 하원은 탄핵 관리자들이 “상원의 결정에 영향을 미치기 위해 사용된 부적절하거나 부패한 수단”을 조사하고 증언을 받기 위한 소위원회를 임명하는 결의안을 승인하기로 투표했다.[11][72]
- 1868년 5월 25일: 미국 하원 경위대장 네헤미야 G. 오드웨이는 찰스 울리를 구금했다. 그는 재판에 대한 부패 영향 조사를 위한 탄핵 관리자들 앞에 출석하지 않았기 때문이었다.[11][72]
- 1868년 5월 26일:
  - 상원은 탄핵 법원으로 두 번째와 세 번째 탄핵 조항에 대해 무죄를 선고하는 투표를 했으며, 각 조항에 대한 32대 21의 유죄 평결 투표는 유죄 선고에 필요한 3분의 2 다수에 한 표 부족했다.[69][71][73]
  - 상원은 무기한 연기를 투표하여, 남은 8개 탄핵 조항에 대한 투표 없이 재판을 종료했다.[69][74]

## 이후의 전개
- 1868년 5월 26일:
  - 하원은 찰스 울리가 탄핵 재판 투표와 관련된 잠재적 부패에 대한 탄핵 관리자 조사의 특정 질문에 답변을 거부한 것에 대해 의회 모독으로 처벌하기로 투표했다.[11]
  - 하원은 벤저민 프랭클린 버틀러가 제출한 결의안을 91대 30으로 승인하여, 하원 탄핵 관리자들이 "상원의 결정에 영향을 미치기 위해 사용된 부적절하거나 부패한 수단"에 대한 조사를 계속하도록 승인했다.[75]
- 1868년 7월 3일: 탄핵 관리자들의 재판에 대한 부패 의혹 조사 최종 보고서가 발표되었지만, 조사된 혐의를 입증하지 못했다.[11]
- 1868년 7월 7일:
  - 새디어스 스티븐스 하원의원이 하원에 추가 탄핵 조항을 준비할 특별위원회를 임명하는 결의안을 제출했으며, 이 결의안은 특별위원회가 고려할 5가지 구체적인 추가 조항을 제시했다. 이에 대한 토론이 끝난 후, 스티븐스의 동의에 따라 추가 고려는 연기되었다.[76]
  - 토머스 윌리엄스 하원의원이 통과될 경우 14가지 새로운 제안된 탄핵 조항이 채택될 결의안을 제안했다.[76]
- 1868년 7월 25일: 찰스 메모리얼 해밀턴 (플로리다주 공화당)이 존슨을 다시 탄핵하고, 탄핵 관리자들에게 상원에 알리도록 지시하며, 탄핵 관리자들이 탄핵 조항을 작성하도록 하는 결의안을 제출했다. 조지 S. 바우트웰은 이 결의안을 하원 사법위원회로 회부하도록 성공적으로 동의했다.[76]
- 1869년 3월 4일: 앤드루 존슨은 임기가 만료되어 대통령직을 떠났다.[3]
- 1887년: 임기보장법이 폐지되었다.[77]
- 1926년: 미국 연방 대법원의 마이어스 대 미국 사건 다수 의견은 평석에서 "1867년 임기보장법은… 무효였다"고 명시했다.[77]